# Izaak Komnen (syn Jana II)
Izaak Komnen (gr. Ἰσαάκιος Κομνηνός, ur. ok. 1113, zm. po 1154) – bizantyński arystokrata, trzeci syn cesarza Jana II Komnena oraz jego żony księżniczki węgierskiej Ireny.

## Życiorys
Ze związku ze swoją pierwszą żoną Teodorą Kamaterina (zm. 1144), mieli pięcioro dzieci: 
- Aleksy Komnen (zm. ok. 1136).
- Jan Komnen (zm. ok. 1136/37).
- Irena Komnena, która poślubiła Dukasa Kamterosa i była matką Izaaka, władcy Cypru
- Anna Komnena, która poślubiła przed 1166 Konstantyna Makrodoukasa (zm. 1185).
- Maria Komnena, która poślubiła w 1156 króla Stefana IV węgierskiego.

Ze związku z drugą żoną Ireną Diplosynadene, którą poślubił w 1146, Izaak miał dwie córki:
- Teodorę Komnena, która była kochanką Andronika I Komnena i poślubiła w 1158 Baldwina III, króla jerozolimskiego.
- Eudokia Komnena, która poślubiła Wilhelma VIII z Montpellier.